# Jandaia do Sul
Jandaia do Sul è un comune del Brasile nello Stato del Paraná, parte della mesoregione del Norte Central Paranaense e della microregione di Apucarana.